# Czarny sos polski
Czarny sos polski (także: pieprzny) - jeden z podstawowych sosów staropolskiej kuchni. Przygotowywany jest na bazie octu, miodu z dodatkiem imbiru i pieprzu. Dla uzyskania ciemnej barwy używano spalonej słomy i przetartych powideł śliwkowych. 
Sos stosowany jest do ryb, mięs, ale przede wszystkim do gęsi. Gęś z czarnym sosem podana konkurentowi oznaczała odrzucenie oświadczyn.